# Assovio
Assovio ou assobio é a produção de som de altura definida a partir da expiração constante através da boca. O ar pode ser direcionado pela língua, lábios, dentes ou dedos para criar a turbulência necessária à geração do som. A boca serve como caixa de ressonância para reforçar o som resultante, atuando como um ressonador de Helmholtz. O assobio provem da palavra sibilância que é uma sonoridade aguda e/ou chiada produzida pelas vias respiratórias.
Geralmente é ouvida quando se tem alguma enfermidade nos pulmões, brônquios ou via respiratória. Pode também ser produzido utilizando as mãos como caixa de ressonância.  A palavra Assovio vem da informalidade das pessoas pronunciarem assobio. 

## Assovio/Assobio Musical / Melódico
Assoviar/Assobiar pode ser musical: Muitos performistas do hall da música e Circuitos de Vaudeville foram assoviadores profissionais, os mais famosos nisso foram Ronnie Ronalde e Fred Lowery. Os dois possuem várias músicas notáveis que incluem assovio.

## Assobio Funcional
À parte de ser usado como um método simples de chamar a atenção de uma pessoa(ou pessoas), ou como empenho musical, assobiar tem sido muito utilizado como uma forma especializada de comunicação entre trabalhadores. Por exemplo, assobiar em teatro, partircularmente nos bastidores de palcos, é usado pelos contra-regras para baixar ou subir os cenário e cortinas. Esse método de comunicação se tornou popular antes da invenção dos métodos eletrônicos de comunicação, e continua em uso. Tradicionalmente, marinheiros eram usados regularmente como técnicos de palco, trabalhando com um complicado sistema de cordas e roldanas. Assobios codificados podiam ser usados para chamados específicos, então através disso eles podiam evitar erros, como por exemplo, fazer com que uma peça do cenário aparecer mais cedo, ou deixar cair algo em cima de um ator, evitando uma má sorte geral na performance.
Ou seja, assobiar representa a categorização da nota C, sendo elevado por B até encontrar a nota padrão, e então prosperar a continuidade sonora.